# Swiss Life International Holding
Možná hledáte: Swiss Life
Swiss Life Select (zkratka SLS) je název pro skupinu dceřiných společností švýcarské finančně-poradenské a pojišťovací skupiny Swiss Life International Holding AG.[zdroj?] Pod názvem Swiss Life Select názvem existují v Německu (Swiss Life Select Deutschland GmbH), Švýcarsku, Rakousku i České republice (Swiss Life Select, a.s.). Je součástí švýcarské finanční skupiny Swiss Life, poskytovatele finančních řešení v Evropě s tradicí od roku 1857. Skupina spravuje aktiva v hodnotě více než 240 mld. CHF, spolupracuje se 17 tisíci profesionálními finančními konzultanty a stará se o finance více než 4 milionů klientů. Akcie společnosti Swiss Life jsou obchodovány na burze v Curychu a jsou rovněž zařazeny do hlavního indexu SLI (Swiss Leader Index), který zahrnuje 20 největších společností obchodovaných na burzách ve Švýcarsku.

## Základní údaje
Swiss Life Select nezveřejňuje samostatné finanční údaje, ale je zahrnuta do konsolidované účetní závěrky Swiss Life Deutschland Holding. V konsolidované účetní závěrce společnosti Swiss Life Deutschland Holding jsou uvedeny tržby čtyř finančně-obchodních společností Swiss Life Select Deutschland, Tecis, Horbach a Proventus ve výši 385,5 milionu EUR za účetní rok 2018. K 31. prosinci 2017 byl vykázán počet poradců 3538 poradců s licencí podle obchodního práva. V Hannoveru, v zázemí všech finančně-obchodních společností, pracovalo kolem roku 2021 přibližně 820 stálých zaměstnanců.

## Historie
Společnost Swiss Life, která vlastní českou Swiss Life Select a.s., vznikla v roce 1857. Založil a 35 let ji vedl Conrad Widmer, právník narozený v Altnau v Thrugau a pracující ve Freauenfeldu. V představenstvu společnosti od začátku seděli zástupci většiny švýcarských kantonů. Nejprve toto družstvo fungovalo pod názvem Schweizerische Rentenanstalt a bylo garantováno Schweizerische Kreditanstalt.
Do rozvoje firmy byl zapojen i přední curyšský politik Alfred Escher, který chtěl švýcarským rodinám poskytnout dostatečně pevný základ při pojištění proti životním nejistotám. Proto lze vznik Swiss Life považovat i za vznik komerčního životního pojištění ve Švýcarsku.
Schweizerische Rentenanstalt se v roce 1997 změnil z družstva na veřejně obchodovanou společnost. Její akcie debutovaly v indexu švýcarského trhu v roce 1998. Následující dva roky začala firma výrazně expandovat, když získala společnosti Livit, Banca Del Gottard, Lloyd Continental, UTO Albis, Schveizerische Treuhandgesellschaft. V roce 2001 převzala i nemovitosti společnosti Oscar Weber Holding AG.
V roce 2004 se rychlé akviziční tempo utlumilo. Firma prošla restrukturalizací a vrátila se ke své hlavní činnosti. Přijala také svůj současný název Swiss Life. Nové logo Swiss Life dokonale vystihuje identitu společnosti. Červená barva a bílý kříž odkazují na švýcarské kořeny. Tři linie symbolizují hlavní čáry života na dlani pravé ruky. Ty odrážejí orientaci firmy na lidi a jejich specifické potřeby - komplexně vyřešit životní, penzijní a finanční situace.
Koncem roku 2007 oznámila společnost Swiss Life, že má zájem odkoupit společnost AWD Holding a o čtyři měsíce později vlastnila 86,2 % AWD. V roce 2013 se tato společnost přejmenovala na Swiss Life Select. Akvizice společnosti Corpus Sireo, německého poskytovatele služeb pro správu nemovitostí, byla dokončena v létě 2014 a v roce 2016 to bylo rovněž i s MayFair Capital, britské společnosti, která spravuje investice nemovitostí.
V roce 2013 vstoupila Swiss Life také na český trh.

## Česká republika
Na českém trhu začala působit společnost Swiss Life po globální akvizici společnosti AWD Holding včetně její české dceřiné společnosti. Ke změně značky AWD na Swiss Life Select došlo v roce 2013. Expanze na českém trhu pokračovala v roce 2018, kdy Swiss Life koupila jedničku na trhu – české Fincentrum. Od roku 2018 poskytovala na českém trhu své služby pod značkou Fincentrum & Swiss Life Select. Expanze na českém trhu pokračovala v roce 2018, kdy Swiss Life koupila jedničku na trhu – české Fincentrum. A od roku 2018 poskytovala na českém trhu své služby pod značkou Fincentrum & Swiss Life Select. Od 1. května 2023 změnila společnost název na Swiss Life Select a.s. a dceřiná realitní společnost Fincentrum Reality s.r.o., která patří mezi největší realitní kanceláře v zemi, změnila název na Swiss Life Select Reality s.r.o. Změnou názvů formálně skončil post-akviziční proces spojení dvou tradičních finančněporadenských společností Fincentrum a Swiss Life Select, které mají od září 2018 jednoho vlastníka – švýcarskou skupinu Swiss Life.

## Německo
V Německu společnost působí pod názvem Swiss Life Select Deutschland GmbH (od roku 1988 do roku 2013 AWD, Allgemeiner Wirtschaftsdienst). Má sídlo v Hannoveru a je zprostředkovatelem finančního poradenství, zprostředkování pojištění, investic a financování, jakož i nemovitostí od mnoha produktových partnerů pro domácnosti a firmy. Společnost Swiss Life Select Deutschland GmbH je registrována jako pojišťovací agent u hannoverské průmyslové a obchodní komory (Industrie- und Handelskammer Hannover) v souladu se směrnicí EU o zprostředkování pojištění. Swiss Life Select je prostřednictvím Swiss Life Deutschland Holding dceřinou společností švýcarské finančně-poradenské a pojišťovací skupiny Swiss Life, která je kótovaná na burze. Dnešní Swiss Life Select Deutschland vznikla rovněž z bývalé kótované společnosti AWD.